# Cicloalchenă
O cicloalchenă (numită și cicloolefină) este un tip de hidrocarbură nesaturată care conține o catenă închisă de atomi de carbon, dar care nu are caracter aromatic. Numele cicloalchenelor se formează de la numele cicloalcanilor cu același număr de atomi de carbon, înlocuind an cu enă. 

## Proprietăți chimice
Reacțiile cele mai comune ale cicloalchenelor sunt cele a hidrocarburilor nesaturate, adică reacțiile de adiție. Un exemplu este reacția de hidratare catalizată în mediu acid a 1-metilciclohexenei, prin care se obține 1-metilciclohexanol:

## Exemple

Ciclopropenă
Ciclobutenă
Ciclopentenă
Ciclohexenă
Cicloheptenă
1,3-ciclohexadienă
1,4-ciclohexadienă
1,5-ciclooctadienă
Ciclooctatetraenă